# Regiunile istorice ale Sloveniei

Regiunile istorice ale Sloveniei

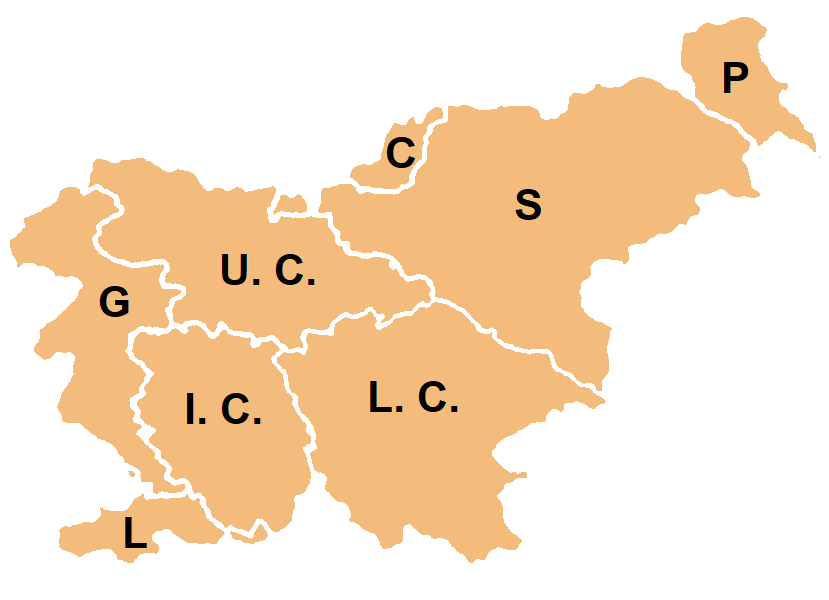

În Slovenia sunt 8 regiuni istorice (numite în slovenă Pokrajine), care, spre deosebire de regiunile statistice ale țării, nu au valoare administrativă, ci doar tradițională și istorico-geografică.
Mai jos sunt prezentate cele 8 regiuni istorice ale Sloveniei (în paranteze sunt indicate denumirile native și principalele centre).
- 1 - Litoral (Primorska; Capodistria, Nova Gorica și Sesana).
- 2 - Carniola:
  - 2a - Carniola de Sus (Gorenjska; Kranj)
  - 2b - Carniola Interior (Notranjska; Postumia)
  - 2c - Carniola de Jos (Dolenjska; Novo Mesto, Črnomelj)
- 3 - Carinthia (Koroška; Črna na Koroškem, Slovenj Gradec)
- 4 - Stiria (Štajerska; Maribor și Celje)
- 5 - Transmurania (Prekmurje; Murska Sobota)

Capitala Ljubljana se află la punctul de hotar comun dintre trei regiuni istorice: Gorenjska, Dolenjska și Notranjska.